# 阿賀野川橋
阿賀野川橋（あがのがわばし）は、新潟県阿賀野市の阿賀野川に架かる磐越自動車道（東北横断自動車道いわき新潟線）の橋長1,142 m（メートル）の桁橋。安田IC - 五泉PA間に位置する。

## 概要
右岸に安田高架橋が続いているため、1期橋では本橋はP11橋脚からA2橋台の区間である。右岸側の高水敷部は鈑桁橋を、左岸側の低水敷部は箱桁橋を採用している。本橋は供用当時高速自動車国道の単独の河川渡河橋としては最長であった。1期橋では計画高水流量13,000 m3/sの阿賀野川を渡河し、流心部のP23 - P25橋脚間では水深7 m近くあり流速が大きく、4月から10月の出水期には仮橋による架設ができないことから手延べ送出し工法をこの部分で採用した。
1期橋（下り）
- 形式 - 鋼3径間連続鈑桁橋2連+鋼3径間連続箱桁橋3連
- 橋格 - 1等橋 (TL-20, TT-43)
- 橋長 - 1142.000 m
  - 支間割 - 2×(61.500 m + 62.000 m + 61.500 m) + 2×(84.460 m + 85.000 m + 84.400 m) + (84.460 m + 107.000 m + 67.300 m)
- 幅員
  - 総幅員 - 11.400 m
  - 有効幅員 - 10.000 m
  - 車道 - 10.000 m
- 床版 - 鉄筋コンクリート
- 総鋼重 - 4,905 t
- 施工 - 三菱重工業[注釈 2]・日本鋼管[注釈 3]JV、櫻井鐵工[注釈 4]
- 架設工法 - 自走クレーンベント工法・手延べ送出し工法

2期橋（上り）
- 鋼6径間連続鈑桁橋1連+鋼3径間連続箱桁橋3連
  - 鈑桁部支間割 - 61.4 m + 62.0 m + 62.0 m + 62.0 m + 62.0 m + 61.5 m
  - 箱桁部主径間支間割 - 84.4 m + 107.0 m + 67.3 m
- 有効幅員 - 10.000 m
- 施工 - 東京鐵骨橋梁[注釈 5]（鈑桁部）、住友重機械工業・栗本鐵工所JV（箱桁部）
- 架設工法 - トラッククレーンベント工法（鈑桁部）送出しなしトラッククレーンベント工法・手延べ送出し工法（箱桁部）

## 歴史
1989年（平成元年）6月に1期橋が竣工する。
1994年（平成6年）7月28日に本橋を含む磐越自動車道の安田IC - 新潟中央IC間が暫定2車線で開通。
その後、安田IC - 五泉PAの4車線化に伴って、2期橋が架設され、2002年（平成14年）12月に竣工する。